# Étaples
Étaples hay Étaples-sur-Mer (Tiếng Hà Lan: Stapel) là một xã của tỉnh Pas-de-Calais, thuộc vùng Hauts-de-France, miền đông nước Pháp.

## Dân số
| 1962                        | 1968 | 1975  | 1982  | 1990  | 1999  |
| --------------------------- | ---- | ----- | ----- | ----- | ----- |
| 8628                        | 9095 | 10559 | 11292 | 11305 | 11177 |
| Dữ liệu dân số không bị lặp |      |       |       |       |       |

## Thành phố kết nghĩa
- Hückeswagen, Đức từ ngày 29 tháng 7 năm 1972

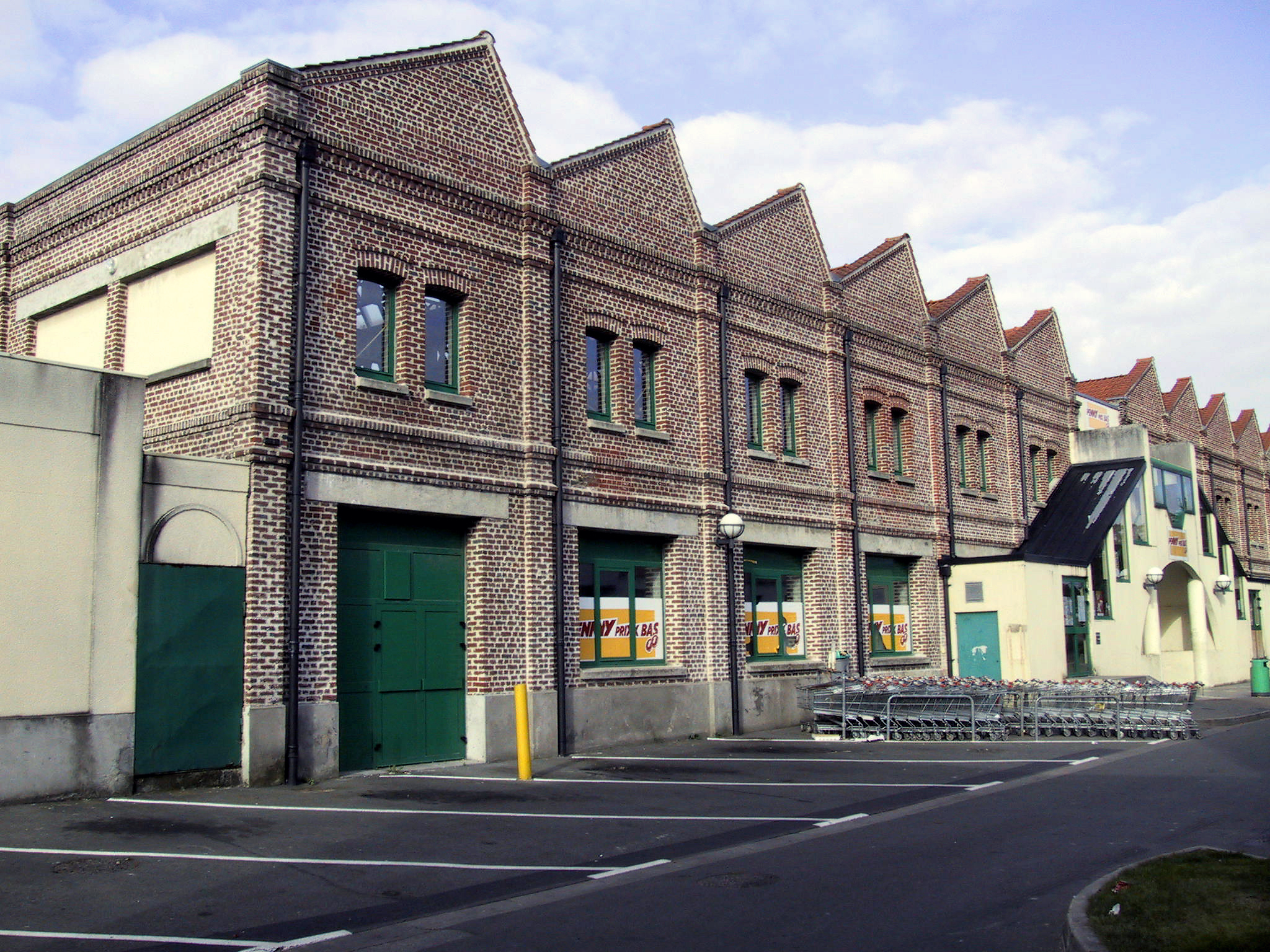
The old rope walk (rope-making works).